# Rogers, Arkansas
Rogers là một thành phố thuộc quận Benton trong tiểu bang Arkansas, Hoa Kỳ. Thành phố có diện tích km², dân số theo điều tra năm 2000 của Cục điều tra dân số Hoa Kỳ là 38.829 người, dân số năm 2008 là 56.726 người. Thành phố có mức tăng dân số nhanh nhất vùng đô thị Fayetteville-Springdale-Rogers.

## Thông tin nhân khẩu
Theo điều tra dân số 2 năm 2000, thành phố đã có dân số 38.829 người, 14.005 hộ gia đình, và 10.209 gia đình sống trong thành phố. Mật độ dân số là 1,158.0 người trên một dặm vuông (447.1/km ²). Có 14.836 đơn vị nhà ở mật độ trung bình của 442.4/sq mi (170.8/km ²). Cơ cấu chủng tộc của thành phố là 90,75% người da trắng, 0,47% da đen hay Mỹ gốc Phi, 1,05% người Mỹ bản xứ, 1,43% châu Á, Thái Bình Dương 0,07%, 9,43% từ các chủng tộc khác, và 1,80% từ hai hoặc nhiều chủng tộc. 19,29% dân số là người Hispanic hay Latino thuộc một chủng tộc nào.
Có 14.005 hộ, trong đó 39,4% có trẻ em dưới 18 tuổi sống chung với họ, 58,4% là đôi vợ chồng sống với nhau, 10,1% có nữ hộ và không có chồng, và 27,1% gia đình được không. 22,2% của tất cả các hộ gia đình đã được tạo ra từ các cá nhân và 8,9% có người sống một mình 65 tuổi hoặc lớn tuổi hơn là người. Cỡ hộ trung bình là 2,74 và cỡ gia đình trung bình là 3,21.
Độ tuổi dân cư thành phố đã được trải ra với 29,4% ở độ tuổi dưới 18, 9,0% 18-24, 31,5% 25-44, 18,3% 45-64, và 11,8% từ 65 tuổi trở lên người. Độ tuổi trung bình là 32 năm. Đối với mỗi 100 nữ có 95,3 nam giới. Đối với mỗi 100 nữ 18 tuổi trở lên, có 91,5 nam giới.
Thu nhập trung bình cho một hộ gia đình trong thành phố là 40.474 USD, và thu nhập trung bình cho một gia đình là $ 45.876. Phái nam có thu nhập trung bình $ 30.911 so với $ 22.020 cho phái nữ. Thu nhập bình quân đầu người của thành phố là 19.761 $. Có 9,4% của các gia đình và 12,8% dân số sống dưới mức nghèo khổ, bao gồm 17,6% của những người dưới 18 tuổi và 10,1% của những người 65 tuổi hoặc hơn.